# Прыжки на лыжах с трамплина на зимней Универсиаде 2017
Соревнования по прыжкам на лыжах с трамплина в рамках зимней Универсиады 2017 года проходили с 30 января по 5 февраля в казахстанском городе Алма-Ата. Разыгрывались 5 комплектов наград. Место проведения: Международный комплекс лыжных трамплинов «Сункар».

## Результаты

### Мужчины
| Дисциплина                                                 | Золото                  | Золото | Серебро                     | Серебро | Бронза                 | Бронза |
| ---------------------------------------------------------- | ----------------------- | ------ | --------------------------- | ------- | ---------------------- | ------ |
| Нормальный трамплин Личное первенство Финишный протокол    | Наоки Накамура · Япония | 265.8  | Михаил Максимочкин · Россия | 263.4   | Томас Лакнер · Австрия | 261.2  |
| Нормальный трамплин Командное первенство Финишный протокол |                         |        |                             |         |                        |        |

### Женщины
| Дисциплина                                                 | Золото               | Золото | Серебро               | Серебро | Бронза                   | Бронза |
| ---------------------------------------------------------- | -------------------- | ------ | --------------------- | ------- | ------------------------ | ------ |
| Нормальный трамплин Личное первенство Финишный протокол    | Юка Кобаяси · Япония | 212.6  | Харука Иваса · Япония | 200.2   | Марта Крепелкова · Чехия | 198.8  |
| Нормальный трамплин Командное первенство Финишный протокол |                      |        |                       |         |                          |        |

### Смешанные соревнования
| Дисциплина                               | Золото | Золото | Серебро | Серебро | Бронза | Бронза |
| ---------------------------------------- | ------ | ------ | ------- | ------- | ------ | ------ |
| Нормальный трамплин Командное первенство |        |        |         |         |        |        |

## Медальный зачёт в прыжках на лыжах с трамплина
| Место | Страна  |   |   |   | Всего |
| ----- | ------- | - | - | - | ----- |
| 1     | Япония  | 2 | 1 | 0 | 3     |
| 2     | Россия  | 0 | 1 | 0 | 1     |
| 3     | Австрия | 0 | 0 | 1 | 1     |
| 3     | Чехия   | 0 | 0 | 1 | 1     |
| 5     |         |   |   |   |       |